# Тарн-Сирма
Тарн-Сирма́ (чув. Тарăнçырма) — деревня в Шумерлинском районе Чувашской республики. До 2021 года входила в состав Юманайского сельского поселения до его упразднения.

## География
Находится в западной части Чувашии на расстоянии приблизительно 22 км на северо-восток по прямой от районного центра города Шумерля.

## История
Известна с 1879 года, когда здесь было учтено 27 дворов и 167 жителей. В 1897 году отмечено дворов 32, жителей 160, в 1926 54 и 248 соответственно, в 1939 252 жителя, в 1979 208. В 2002 году отмечен 51 двор, в 2010 38 домохозяйств. В советское время работал колхоз"Тарн Сирма", позднее СХПК им. Чапаева.

## Население
Население составляло 106 человек (чуваши 99 %) в 2002 году, 92 в 2010.